# 苏珊·刘易斯
苏珊·刘易斯（英語：Susan Lewis，1955年10月5日—），旧姓亨特（Hunter），新西兰女子游泳运动员，主攻仰泳。她曾代表新西兰参加1974年英联邦运动会游泳比赛，获得女子200米个人混合泳和女子400米个人混合泳铜牌。